# Almina Wombwell, Bá tước phu nhân xứ Carnarvon
Almina Wombwell, Bá tước phu nhân xứ Carnarvon (14 tháng 4 năm 1876 – 28 tháng 5 năm 1969), là vợ của George Herbert, Bá tước thứ 5 xứ Carnarvon, và châtelaine của Lâu đài Highclere ở Hampshire. Sau cuộc hôn nhân thứ hai, bà trở thành Mrs Almina Dennistoun, mặc dù bà tự gọi mình là Almina Carnarvon. Chính sự giàu có của bà đã tài trợ cho việc tìm kiếm lăng mộ Tutankhamun ở Ai Cập.
Bà là con gái ngoài giá thú của chủ ngân hàng Alfred de Rothschild, thuộc Gia tộc Rothschild, người đã cung cấp và để lại cho bà khối tài sản khổng lồ.